# Santacruzodon
Santacruzodon é um gênero de Sinápsida que foi baseado na espécie Santacruzodon hopsoni.

## Espécie
Santacruzodon hopsoni, é uma espécie que foi coletada em 1995, no município de Santa Cruz do Sul, no Brasil. Este espécie esta vinculada ao dadadon, encontrado em Madagascar.